# Intervention der Vereinigten Arabischen Emirate in Sokotra

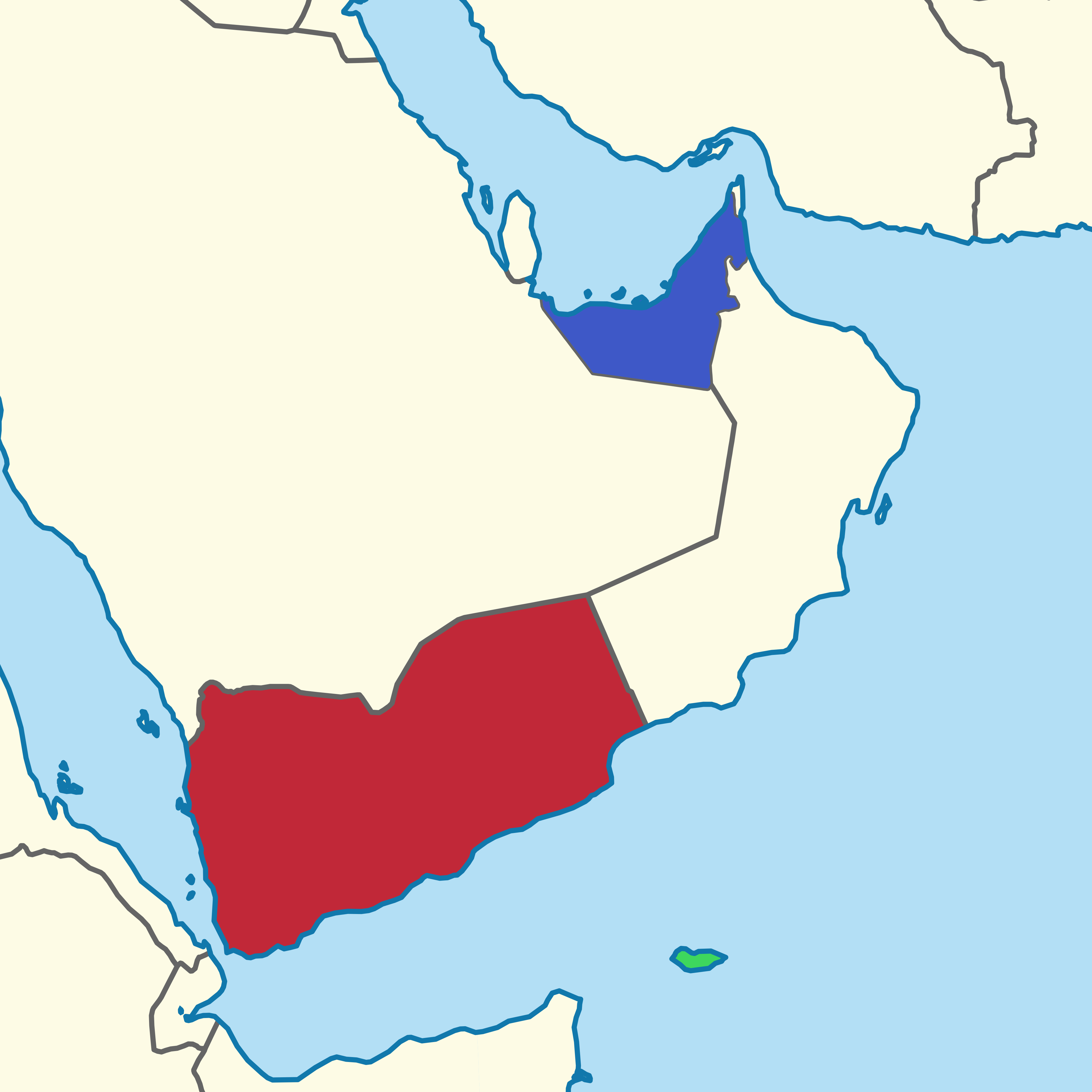
Jemen
Vereinigte Arabische Emirate
Sokotra, Jemen

Am 30. April 2018 verlegten die Vereinigten Arabischen Emirate (VAE) ohne vorherige Abstimmung mit der jemenitischen Regierung mehr als hundert Soldaten mit Artillerie und gepanzerten Fahrzeugen auf die jemenitische Inselgruppe Sokotra im Guardafui-Kanal, wodurch sich die Beziehungen zwischen den beiden Ländern verschlechterten. Der erste Einsatz bestand aus einem Militärflugzeug der VAE, das mehr als fünfzig VAE-Soldaten und zwei gepanzerte Fahrzeuge an Bord hatte, gefolgt von zwei weiteren Flugzeugen, die weitere Soldaten, Panzer und andere gepanzerte Fahrzeuge transportierten. Al Jazeera berichtete, dass die VAE-Streitkräfte kurz nach der Landung jemenitische Soldaten, die in Verwaltungseinrichtungen wie dem Flughafen Sokotra und den Seehäfen von Sokotra stationiert waren, bis auf Weiteres entließen und die Flagge der Vereinigten Arabischen Emirate auf den offiziellen Regierungsgebäuden in Hadibu hissten. In den folgenden Monaten und Jahren errichteten die VAE Infrastruktur auf Sokotra, darunter militärische Infrastruktur, um seine Position auf der Inselgruppe zu konsolidieren. Dies wurde in internationalen Medien als De-facto-Annexion bezeichnet und als Neokolonialismus kritisiert.

## Hintergrund
Seit dem Jahr 2000 haben humanitäre Organisationen der VAE wie der Rote Halbmond der Emirate eine aktive Rolle in Sokotra gespielt. Die Organisation leistete im März 2000 Hilfe, nachdem schwere Überschwemmungen Gebäude und die Landwirtschaft beschädigt hatten. In einem diplomatischen Telegramm der USA aus dem Jahr 2003 wird auch erwähnt, dass iranische Unternehmen mehrere Projekte in Jemen durchgeführt haben, darunter den Bau des Flughafengeländes von Sokotra.
Anfang November 2015 wurde die Inselgruppe Sokotra von zwei tropischen Wirbelstürmen – Chapala und Megh – heimgesucht, die schwere Schäden an der Infrastruktur der Hauptinsel, an Häusern, Straßen und der Stromversorgung verursachten. Aufgrund der kollektiven Auswirkungen von Chapala und Megh entsandten die Vereinigten Arabischen Emirate ein Hilfsschiff und ein Flugzeug mit Decken und Zelten sowie Fässern mit Lebensmitteln.
Im Jahr 2016 stockten die VAE die Lieferungen nach Sokotra auf, das während des anhaltenden Konflikts weitgehend verlassen und vergessen worden war. Im Oktober 2016 landete das 31. Frachtflugzeug mit zwei Tonnen Hilfsgütern auf dem Flughafen Sokotra. Zu dieser Zeit errichteten die VAE im Rahmen der von Saudi-Arabien geführten Intervention auch einen Militärstützpunkt auf der Insel.
Im Jahr 2017 waren bereits emiratische Truppen im Rahmen der von Saudi-Arabien geführten Intervention im Jemen auf der Insel stationiert worden. Einige jemenitische politische Gruppierungen beschuldigten die VAE, Sokotra besetzen zu wollen und die Flora der Insel zu plündern und zu verwüsten.

## Geschichte
Mehr als hundert emiratische Soldaten trafen an Bord eines Transportflugzeugs ein, ausgerüstet mit Panzern, gepanzerten Fahrzeugen und Artillerie. Weitere Truppen wurden in den kommenden Tagen verlegt. Die jemenitischen Soldaten auf dem Flughafen, in den Regierungsbüros und im Seehafen wurden von den Emiratis entlassen. Anstelle der jemenitischen Flaggen waren emiratische Flaggen und Bilder von Kronprinz Mohammed Bin Zayed zu sehen. Die international anerkannte jemenitische Regierung verurteilte die Machtübernahme als „Akt der Aggression“; es wurde jedoch kein militärischer Widerstand gegen die emiratischen Truppen gemeldet.
Die Zeitung The Independent berichtete, dass die VAE die Insel annektiert und ein Kommunikationsnetz aufgebaut, eine Volkszählung durchgeführt und den Bewohnern von Sokotra eine kostenlose Gesundheitsversorgung und eine Arbeitserlaubnis in Abu Dhabi gewährt hätten. Neue Schulen, Straßen und Krankenhäuser wurden von den Emiratis gebaut. Sie bauten auch den Seehafen komplett neu auf und begannen mit dem Bau eines emiratischen Militärstützpunkts direkt neben dem Hafen.
Zwei Wochen später, am 14. Mai, wurden auch saudische Truppen auf der Inselgruppe stationiert, und zwischen den Vereinigten Arabischen Emiraten und dem Jemen wurde ein Abkommen über eine gemeinsame militärische Übung und die Rückgabe der administrativen Kontrolle über den Flughafen und den Seehafen von Sokotra an den Jemen ausgehandelt. Tatsächlich soll aber auch danach weiterhin eine erhebliche Präsenz der VAE auf der Insel bestehen.

## Reaktionen
In einer Erklärung des Büros des jemenitischen Premierministers Ahmed Obeid bin Daghr hieß es, die Beschlagnahmung des Seehafens und des Flughafens auf Sokotra durch das Militär der VAE sei ein „ungerechtfertigter Angriff auf die Souveränität des Jemen“. Das Außenministerium der Vereinigten Arabischen Emirate reagierte daraufhin mit einer Erklärung, in der es sich „überrascht“ zeigte und den Muslimbrüdern vorwarf, ihre Rolle zu „verzerren“: „Die Militärpräsenz der VAE in allen befreiten jemenitischen Provinzen, einschließlich Sokotra, ist Teil der Bemühungen der Arabischen Koalition, die legitime Regierung in dieser kritischen Phase der jemenitischen Geschichte zu unterstützen“. Der Außenminister der VAE, Anwar Gargash, betonte auf Twitter die „historische Beziehungen zu den Familien und dem Volk von Sokotra“.
Am 3. Mai 2018 kam es zu Protesten gegen die Übernahme der Insel durch die VAE, die einen sofortigen Rückzug forderten. Am 6. Mai 2018 versammelten sich jedoch Pro-VAE-Anhänger in der Inselhauptstadt Hadibu, um die Präsenz der VAE auf der Insel zu unterstützen.
Am 10. Mai 2018 erklärten die Vereinigten Staaten, sie verfolgten die Lage auf der Insel Sokotra genau und riefen zur Deeskalation und zum Dialog zwischen den VAE und Jemen auf.
Am 11. Mai 2018 zeigte sich die Türkei besorgt über den Vorfall. Der türkische Außenminister erklärte: „Wir verfolgen die jüngsten Entwicklungen auf der jemenitischen Insel Sokotra aufmerksam. Wir sind besorgt über diese Entwicklungen, die eine neue Bedrohung für die territoriale Integrität und Souveränität Jemens darstellen“, und forderte alle relevanten Akteure auf, die rechtmäßige jemenitische Regierung zu respektieren und von Maßnahmen abzusehen, die die Situation weiter verkomplizieren könnten.
Die jemenitische politische Partei al-Islah behauptete am 8. September 2020, dass die Regierung der Vereinigten Arabischen Emirate versucht habe, eine Militärbasis auf der jemenitischen Insel Sokotra zu errichten. Die jemenitische Regierung hat die VAE beschuldigt, den Südübergangsrat (STC) zu unterstützen, um die Kontrolle über die Provinz Sokotra beruhend auf ihren eigenen Interessen in Jemen zu übernehmen.